# Horst Carlos Fuldner
Horst Alberto Carlos Fuldner Bruene (* 16. Dezember 1910 in Buenos Aires; † 1992 in Madrid) war ein argentinisch-deutscher SS-Hauptsturmführer, NS-Agent in Argentinien und eine Schlüsselfigur der NS-Fluchthilfe.
Er trat zum 1. März 1932 der NSDAP bei (Mitgliedsnummer 999.254) und schloss sich auch der SS an (SS-Nummer 31.710). 1936/37 wurde er aus beiden Organisationen wegen Betrug und Diebstahl wieder ausgeschlossen. Fuldner, der im Auftrag des Chefs des SD-Ausland Walter Schellenberg und Himmlers die Fluchtmöglichkeiten für NS-Verbrecher in Argentinien auskundschaften sollte und nach 1945 als Agent Peróns die Fluchthilfe organisierte, schützte zahlreiche SS-Verbrecher wie Adolf Eichmann in Argentinien und anderen Ländern Lateinamerikas vor ihrer Gerichtsbarkeit. Hierbei unterstützte ihn ab 1948 maßgeblich der frühere SS-Hauptsturmführer Karl Nicolussi-Leck.
In Argentinien und Spanien wurde der NS-Agent meist Carlos Fuldner und in Deutschland Horst Fuldner genannt.

## Trivia
In dem Film Operation Finale über die Entführung Adolf Eichmanns (USA, Argentinien 2018) verkörpert Pêpê Rapazote Fuldner. Dieser wird als Wortführer der im argentinischen Exil lebenden Nazis dargestellt.